# District de Nagaoka
Le district de Nagaoka (長岡郡, Nagaoka-gun) est un district de la préfecture de Kōchi au Japon.
Au 1er février 2015, sa population était de 7 860 habitants pour une superficie de 449,28 km2 et une densité de population de 17,5 habitants au km2.

## Communes du district
- Motoyama
- Ōtoyo